# 米里克
米里克（Mirik），是印度西孟加拉邦Darjiling县的一个城镇。总人口9179（2001年）。

## 人口
该地2001年总人口9179人，其中男性4629人，女性4550人；0—6岁人口825人，其中男428人，女397人；识字率73.66%，其中男性为81.79%，女性为65.38%。